# Lilium pumilum

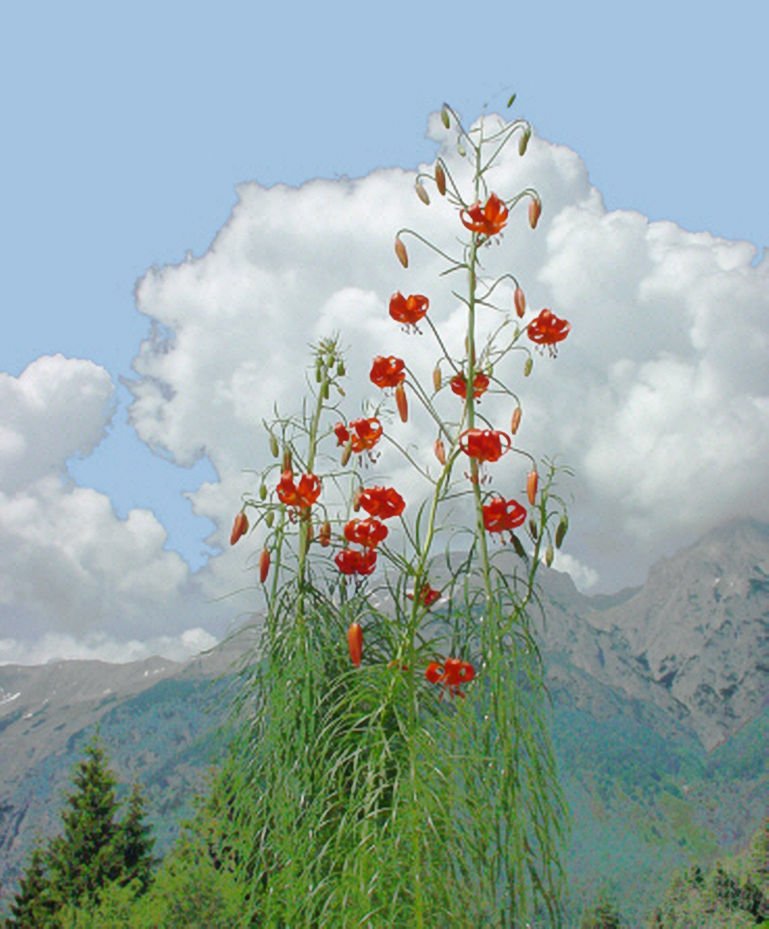
Lilium pumilum em flor em seu habitat.

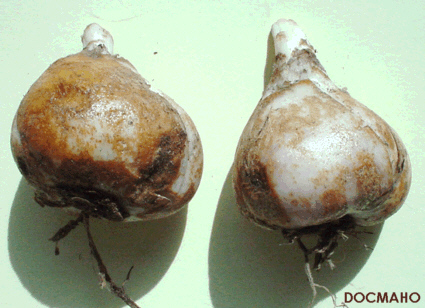
Bulbo de Lilium pumilum.

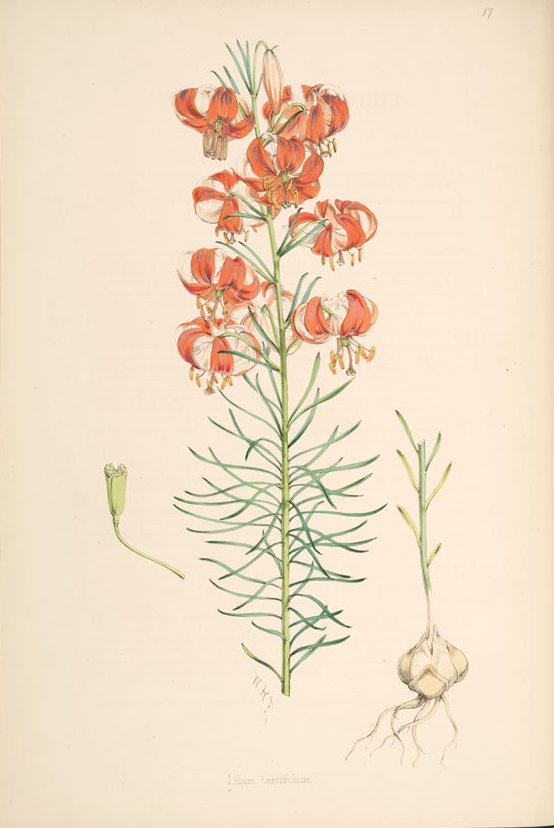
Lilium pumilum ilustração de Walter Hood Fitch.

Lilium pumilum (em chinês: 山丹|shan dan) é uma espécie de planta com flor, pertencente à família Liliaceae.
A planta é nativa da República Popular da China, Coreia, Mongólia e Rússia. O L. pumilum floresce as margens de florestas e encostas relvadas.